# Aliaj
Aliaj (albanska: Aliaj med böjningsformen Aliaji) är en ort i Albanien.   Den ligger i prefekturen Qarku i Shkodrës, i den norra delen av landet, 110 kilometer norr om huvudstaden Tirana. Aliaj ligger 83 meter över havet och antalet invånare är 1 033.
Terrängen runt Aliaj är kuperad åt nordost, men åt sydväst är den platt.